# Liste des églises de la Seine-Saint-Denis
La liste des églises de la Seine-Saint-Denis vise à situer les églises du département français de la Seine-Saint-Denis. Il est fait état des diverses protections dont elles peuvent bénéficier, et notamment les inscriptions et classements au titre des monuments historiques.

## Rattachement diocésain des églises catholiques
En ce qui concerne le culte catholique, les églises sont situées dans le diocèse de Saint-Denis.

## Statistiques

### Nombres
Le département de la Seine-Saint-Denis comprend 40 communes au 1er janvier 2023.
Depuis 2022, le diocèse de Saint-Denis compte 35 paroisses.

## Liste

### Église catholique
Les églises ci-après sont classées selon l'ordre alphabétique de leur commune.
La liste mentionne les protections dont elles peuvent bénéficier, notamment au titre des monuments historiques. Les notices correspondantes de la base Mérimée sont également indiquées le cas échéant.
| Église                                         | Commune                                  | Coordonnées                      | Notice         | Protection                                                                                                  | Date        | Illustration                            |
| ---------------------------------------------- | ---------------------------------------- | -------------------------------- | -------------- | --- | ----------- | --------------------------------------- |
| Église Notre-Dame-des-Vertus                   | Aubervilliers                            | 48° 54′ 52″ nord, 2° 22′ 56″ est | « PA00079927 » | Classé MH                                                                                                   | 1908        | Église Notre-Dame-des-Vertus            |
| Église Saint-Paul-Sainte-Geneviève-du-Montfort | Aubervilliers                            | 48° 55′ 01″ nord, 2° 24′ 00″ est |                | |             | Image manquante Téléverser              |
| Église Saint-Sulpice                           | Aulnay-sous-Bois                         | 48° 56′ 27″ nord, 2° 29′ 51″ est | « PA00079928 » | Inscrit MH (chœur, croisée du transept, première travée de la nef) · Classé MH (travées du chœur, transept) | 1926 ; 1942 | Église Saint-Sulpice                    |
| Église Saint-Joseph                            | Aulnay-sous-Bois                         | 48° 55′ 35″ nord, 2° 30′ 04″ est |                | |             | Église Saint-Joseph                     |
| Église Saint-Pierre-de-Nonneville              | Aulnay-sous-Bois                         | 48° 55′ 26″ nord, 2° 29′ 05″ est |                | |             | Église Saint-Pierre-de-Nonneville       |
| Église Saint-Leu-Saint-Gilles                  | Bagnolet                                 | 48° 52′ 13″ nord, 2° 25′ 14″ est | « PA00079929 » | Inscrit MH                                                                                                  | 1977        | Église Saint-Leu-Saint-Gilles           |
| Église Notre-Dame-de-Pontmain                  | Bagnolet                                 | 48° 51′ 36″ nord, 2° 25′ 12″ est |                | Patrimoine d'intérêt régional                                                                               | 2023        | Église Notre-Dame-de-Pontmain           |
| Église Notre-Dame-de-l'Annonciation            | Le Blanc-Mesnil                          | 48° 56′ 12″ nord, 2° 27′ 55″ est |                | |             | Église Notre-Dame-de-l'Annonciation     |
| Église Saint-Charles                           | Le Blanc-Mesnil                          | 48° 56′ 45″ nord, 2° 26′ 51″ est | « PA93000076 » | Inscrit MH                                                                                                  | 2021        | Église Saint-Charles                    |
| Église Sainte-Thérèse                          | Le Blanc-Mesnil (Montillet)              | 48° 55′ 27″ nord, 2° 28′ 23″ est |                | |             | Image manquante Téléverser              |
| Église du Sacré-Cœur                           | Le Blanc-Mesnil                          | 48° 55′ 37″ nord, 2° 27′ 49″ est |                | |             | Image manquante Téléverser              |
| Église Notre-Dame-du-Bon-Secours               | Bobigny                                  | 48° 54′ 38″ nord, 2° 28′ 08″ est |                | |             | Église Notre-Dame-du-Bon-Secours        |
| Église Saint-André                             | Bobigny                                  | 48° 54′ 20″ nord, 2° 26′ 28″ est |                | |             | Église Saint-André                      |
| Église de Tous-les-Saints                      | Bobigny                                  | 48° 54′ 42″ nord, 2° 24′ 59″ est | « EA93000005 » | |             | Église de Tous-les-Saints               |
| Église Saint-Louis                             | Bondy                                    | 48° 53′ 36″ nord, 2° 28′ 39″ est |                | |             | Église Saint-Louis                      |
| Église Saint-Pierre                            | Bondy                                    | 48° 54′ 10″ nord, 2° 28′ 50″ est |                | |             | Église Saint-Pierre                     |
| Église du Christ-Ressuscité                    | Bondy                                    | 48° 54′ 53″ nord, 2° 28′ 45″ est |                | |             | Image manquante Téléverser              |
| Église Sainte-Parascève                        | Bondy                                    | 48° 54′ 05″ nord, 2° 28′ 15″ est |                | |             | Image manquante Téléverser              |
| Église Saint-Nicolas                           | Le Bourget                               | 48° 56′ 21″ nord, 2° 25′ 45″ est | « PA00079930 » | Classé MH                                                                                                   | 1912        | Église Saint-Nicolas                    |
| Église Saint-Denis                             | Clichy-sous-Bois                         | 48° 54′ 41″ nord, 2° 32′ 54″ est |                | |             | Église Saint-Denis                      |
| Église Saint-Christophe                        | Coubron                                  | 48° 54′ 53″ nord, 2° 34′ 38″ est |                | |             | Église Saint-Christophe                 |
| Église Saint-Yves                              | La Courneuve (Les Quatre-Routes)         | 48° 55′ 11″ nord, 2° 24′ 45″ est | « PA93000075 » | Inscrit MH                                                                                                  | 2021        | Église Saint-Yves                       |
| Église Saint-Lucien                            | La Courneuve                             | 48° 55′ 46″ nord, 2° 23′ 14″ est |                | |             | Église Saint-Lucien                     |
| Église Sainte-Louise-de-Marillac               | Drancy                                   | 48° 55′ 26″ nord, 2° 26′ 45″ est |                | |             | Église Sainte-Louise-de-Marillac        |
| Église Saint-Jean-l'Évangéliste                | Drancy                                   | 48° 55′ 49″ nord, 2° 25′ 49″ est | « EA93000008 » | |             | Église Saint-Jean-l'Évangéliste         |
| Église Saint-Louis-du-Progrès                  | Drancy                                   | 48° 56′ 02″ nord, 2° 27′ 01″ est |                | |             | Église Saint-Louis-du-Progrès           |
| Église Saint-Germain-l'Auxerrois               | Drancy                                   | 48° 55′ 22″ nord, 2° 26′ 43″ est |                | |             | Église Saint-Germain-l'Auxerrois        |
| Église Saint-Denys                             | Dugny                                    | 48° 57′ 11″ nord, 2° 24′ 59″ est |                | |             | Église Saint-Denys                      |
| Église Notre-Dame-des-Missions                 | Épinay-sur-Seine                         | 48° 57′ 39″ nord, 2° 17′ 51″ est | « PA00079970 » | Classé MH                                                                                                   | 1994        | Église Notre-Dame-des-Missions          |
| Église Saint-Médard                            | Épinay-sur-Seine                         | 48° 57′ 13″ nord, 2° 18′ 37″ est |                | Patrimoine d'intérêt régional                                                                               | 2023        | Église Saint-Médard                     |
| Église Saint-Patrice                           | Épinay-sur-Seine (Orgemont)              | 48° 57′ 20″ nord, 2° 17′ 46″ est |                | |             | Image manquante Téléverser              |
| Église Sainte-Cécile                           | Épinay-sur-Seine                         | 48° 57′ 02″ nord, 2° 19′ 37″ est |                | |             | Image manquante Téléverser              |
| Église Sainte-Bernadette                       | Gagny                                    | 48° 53′ 57″ nord, 2° 32′ 23″ est |                | |             | Église Sainte-Bernadette                |
| Église Sainte-Thérèse de l'Enfant-Jésus        | Gagny                                    | 48° 52′ 27″ nord, 2° 33′ 21″ est |                | |             | Église Sainte-Thérèse de l'Enfant-Jésus |
| Église Saint-Germain                           | Gagny                                    | 48° 53′ 05″ nord, 2° 32′ 08″ est |                | |             | Église Saint-Germain                    |
| Église Saint-Arnoult                           | Gournay-sur-Marne                        | 48° 51′ 48″ nord, 2° 34′ 29″ est |                | |             | Église Saint-Arnoult                    |
| Église Saint-Pierre                            | L'Île-Saint-Denis                        | 48° 55′ 58″ nord, 2° 20′ 25″ est |                | |             | Église Saint-Pierre                     |
| Église Notre-Dame-du-Rosaire                   | Les Lilas                                | 48° 52′ 48″ nord, 2° 24′ 53″ est |                | |             | Église Notre-Dame-du-Rosaire            |
| Ancienne église Notre-Dame-du-Rosaire          | Les Lilas                                | 48° 52′ 48″ nord, 2° 24′ 53″ est |                | |             | Ancienne église Notre-Dame-du-Rosaire   |
| Église Saint-Michel                            | Livry-Gargan (Gargan)                    | 48° 54′ 41″ nord, 2° 31′ 20″ est | « EA93000010 » | |             | Église Saint-Michel                     |
| Église Notre-Dame                              | Livry-Gargan (Livry)                     | 48° 55′ 16″ nord, 2° 32′ 50″ est |                | |             | Église Notre-Dame                       |
| Église Saint-Pierre-Saint-Paul                 | Montfermeil                              | 48° 53′ 56″ nord, 2° 34′ 07″ est |                | Patrimoine d'intérêt régional                                                                               | 2020        | Église Saint-Pierre-Saint-Paul          |
| Église Notre-Dame-de-Lourdes                   | Montfermeil (Les Coudreaux)              | 48° 54′ 15″ nord, 2° 35′ 07″ est |                | |             | Église Notre-Dame-de-Lourdes            |
| Église Jésus-Adolescent                        | Montfermeil (Franceville)                | 48° 53′ 32″ nord, 2° 33′ 07″ est |                | |             | Image manquante Téléverser              |
| Église Saint-Pierre-et-Saint-Paul              | Montreuil                                | 48° 51′ 49″ nord, 2° 26′ 40″ est | « PA00079938 » | Classé MH                                                                                                   | 1913        | Église Saint-Pierre-et-Saint-Paul       |
| Église Saint-André                             | Montreuil (Le Bas-Montreuil)             | 48° 51′ 14″ nord, 2° 25′ 22″ est | « IA93000076 » | |             | Église Saint-André                      |
| Église Saint-Maurice                           | Montreuil (La Boissière)                 | 48° 52′ 14″ nord, 2° 27′ 36″ est | « IA93000218 » | |             | Église Saint-Maurice                    |
| Église Notre-Dame-des-Foyers                   | Montreuil                                | 48° 51′ 42″ nord, 2° 27′ 31″ est | « IA93000233 » | |             | Église Notre-Dame-des-Foyers            |
| Église Saint-Charles                           | Montreuil (Les Ruffins)                  | 48° 51′ 43″ nord, 2° 28′ 42″ est | « IA93000212 » | |             | Église Saint-Charles                    |
| Église Saint-Étienne-le-Grand                  | Montreuil                                | 48° 52′ 18″ nord, 2° 27′ 54″ est |                | |             | Église Saint-Étienne-le-Grand           |
| Église Saint-Baudile                           | Neuilly-sur-Marne                        | 48° 51′ 22″ nord, 2° 31′ 56″ est | « PA00079940 » | Classé MH                                                                                                   | 1913        | Église Saint-Baudile                    |
| Église Notre-Dame-de-l'Assomption              | Neuilly-Plaisance                        | 48° 52′ 26″ nord, 2° 30′ 32″ est | « PA93000016 » | Inscrit MH (façades, toitures, vitraux, mobilier)                                                           | 2004        | Église Notre-Dame-de-l'Assomption       |
| Église Saint-Henri                             | Neuilly-Plaisance                        | 48° 51′ 25″ nord, 2° 30′ 29″ est |                | |             | Église Saint-Henri                      |
| Église Saint-Sulpice                           | Noisy-le-Grand                           | 48° 51′ 03″ nord, 2° 32′ 52″ est | « PA00079942 » | Inscrit MH                                                                                                  | 1999        | Église Saint-Sulpice                    |
| Église Saint-Martin-des-Gaules                 | Noisy-le-Grand                           | 48° 50′ 37″ nord, 2° 34′ 09″ est |                | |             | Église Saint-Martin-des-Gaules          |
| Église Saint-Martin                            | Noisy-le-Grand (Le Champy)               | 48° 50′ 36″ nord, 2° 34′ 41″ est |                | |             | Image manquante Téléverser              |
| Église Saint-Paul-des-Nations                  | Noisy-le-Grand                           | 48° 50′ 20″ nord, 2° 33′ 09″ est |                | |             | Église Saint-Paul-des-Nations           |
| Église Sainte-Thérèse                          | Noisy-le-Grand (Les Richardets)          | 48° 50′ 02″ nord, 2° 33′ 58″ est |                | |             | Image manquante Téléverser              |
| Église Saint-Étienne                           | Noisy-le-Sec                             | 48° 53′ 23″ nord, 2° 27′ 03″ est |                | |             | Église Saint-Étienne                    |
| Église Saint-Jean-Baptiste                     | Noisy-le-Sec                             | 48° 53′ 39″ nord, 2° 27′ 44″ est |                | |             | Église Saint-Jean-Baptiste              |
| Église Saint-Germain                           | Pantin                                   | 48° 53′ 34″ nord, 2° 24′ 47″ est | « PA00079943 » | Classé MH                                                                                                   | 1978        | Église Saint-Germain                    |
| Église Sainte-Marthe                           | Pantin (Les Quatre-Chemins)              | 48° 54′ 21″ nord, 2° 23′ 42″ est |                | |             | Église Sainte-Marthe                    |
| Église Saint-Augustin                          | Les Pavillons-sous-Bois (Les Coquetiers) | 48° 53′ 47″ nord, 2° 29′ 53″ est |                | |             | Église Saint-Augustin                   |
| Église Notre-Dame-de-Lourdes                   | Les Pavillons-sous-Bois                  | 48° 54′ 32″ nord, 2° 30′ 14″ est |                | |             | Église Notre-Dame-de-Lourdes            |
| Église Saint-Gervais-Saint-Protais             | Pierrefitte-sur-Seine                    | 48° 57′ 58″ nord, 2° 21′ 40″ est |                | |             | Église Saint-Gervais-Saint-Protais      |
| Église Sainte-Thérèse                          | Pierrefitte-sur-Seine (Les Joncherolles) | 48° 57′ 07″ nord, 2° 21′ 35″ est | « EA93000016 » | |             | Image manquante Téléverser              |
| Église de la Sainte-Famille                    | Le Pré-Saint-Gervais                     | 48° 53′ 09″ nord, 2° 24′ 10″ est |                | |             | Église de la Sainte-Famille             |
| Église Notre-Dame                              | Le Raincy                                | 48° 53′ 45″ nord, 2° 30′ 49″ est | « PA00079948 » | Classé MH                                                                                                   | 1966        | Église Notre-Dame                       |
| Église Saint-Louis                             | Le Raincy                                | 48° 54′ 06″ nord, 2° 31′ 19″ est |                | |             | Église Saint-Louis                      |
| Église Saint-Germain-l'Auxerrois               | Romainville                              | 48° 53′ 09″ nord, 2° 26′ 11″ est | « PA00079950 » | Inscrit MH                                                                                                  | 1929        | Église Saint-Germain-l'Auxerrois        |
| Église Saint-Luc                               | Romainville (Les Grands-Champs)          | 48° 52′ 36″ nord, 2° 26′ 40″ est |                | |             | Église Saint-Luc                        |
| Église Sainte-Geneviève                        | Rosny-sous-Bois                          | 48° 52′ 27″ nord, 2° 28′ 59″ est |                | |             | Église Sainte-Geneviève                 |
| Église Notre-Dame-de-la-Visitation             | Rosny-sous-Bois                          | 48° 52′ 48″ nord, 2° 29′ 18″ est |                | |             | Image manquante Téléverser              |
| Église Saint-Laurent                           | Rosny-sous-Bois                          | 48° 52′ 04″ nord, 2° 29′ 36″ est |                | |             | Église Saint-Laurent                    |
| Basilique Saint-Denis                          | Saint-Denis                              | 48° 56′ 08″ nord, 2° 21′ 35″ est | « PA00079952 » | Classé MH                                                                                                   | 1862        | Basilique Saint-Denis                   |
| Église Saint-Denys                             | Saint-Denis (L'Estrée)                   | 48° 56′ 13″ nord, 2° 20′ 57″ est | « PA00079955 » | Classé MH (vitraux) · Inscrit MH (toute l'église, y compris les cryptes)                                    | 1981 ; 1981 | Église Saint-Denys                      |
| Église Sainte-Geneviève                        | Saint-Denis (La Plaine)                  | 48° 54′ 30″ nord, 2° 21′ 28″ est |                | |             | Église Sainte-Geneviève                 |
| Église des Trois-Patrons                       | Saint-Denis                              | 48° 56′ 10″ nord, 2° 21′ 34″ est | « PA00079956 » | Inscrit MH                                                                                                  | 1952        | Église des Trois-Patrons                |
| Église Saint-Paul                              | Saint-Denis (La Plaine)                  | 48° 54′ 55″ nord, 2° 21′ 48″ est |                | |             | Église Saint-Paul                       |
| Église Sainte-Jeanne-d'Arc                     | Saint-Denis (La Mutualité)               | 48° 56′ 34″ nord, 2° 22′ 26″ est |                | |             | Église Sainte-Jeanne-d'Arc              |
| Église Saint-Michel-du-Degré                   | Saint-Denis                              | 48° 56′ 10″ nord, 2° 21′ 35″ est |                | |             | Image manquante Téléverser              |
| Église Saint-Ouen-le-Vieux                     | Saint-Ouen-sur-Seine                     | 48° 55′ 08″ nord, 2° 19′ 53″ est | « PA00079961 » | Inscrit MH                                                                                                  | 1933        | Église Saint-Ouen-le-Vieux              |
| Église du Sacré-Cœur                           | Saint-Ouen-sur-Seine                     | 48° 54′ 21″ nord, 2° 20′ 36″ est |                | |             | Église du Sacré-Cœur                    |
| Église Notre-Dame-du-Rosaire                   | Saint-Ouen-sur-Seine                     | 48° 54′ 24″ nord, 2° 19′ 58″ est |                | |             | Église Notre-Dame-du-Rosaire            |
| Église Saint-Martin                            | Sevran                                   | 48° 56′ 13″ nord, 2° 31′ 49″ est |                | |             | Église Saint-Martin                     |
| Église Sainte-Élisabeth                        | Sevran (Freinville)                      | 48° 55′ 35″ nord, 2° 31′ 05″ est |                | |             | Église Sainte-Élisabeth                 |
| Église Notre-Dame-de-l'Assomption              | Stains                                   | 48° 57′ 24″ nord, 2° 22′ 56″ est | « PA00079963 » | Inscrit MH                                                                                                  | 1984        | Église Notre-Dame-de-l'Assomption       |
| Église Notre-Dame-de-Consolation               | Stains                                   | 48° 57′ 50″ nord, 2° 22′ 54″ est |                | |             | Image manquante Téléverser              |
| Église Sainte-Thérèse                          | Tremblay-en-France (Le Vert-Galant)      | 48° 56′ 32″ nord, 2° 34′ 57″ est |                | |             | Église Sainte-Thérèse                   |
| Église Saint-Médard                            | Tremblay-en-France                       | 48° 58′ 47″ nord, 2° 33′ 29″ est | « PA00079965 » | Classé MH                                                                                                   | 1939        | Église Saint-Médard                     |
| Église Marcel-Callo                            | Tremblay-en-France                       | 48° 57′ 00″ nord, 2° 34′ 15″ est |                | |             | Image manquante Téléverser              |
| Église Notre-Dame-du-Très-Saint-Sacrement      | Tremblay-en-France                       | 48° 57′ 32″ nord, 2° 34′ 26″ est |                | |             | Image manquante Téléverser              |
| Église Saint-Nicolas                           | Vaujours                                 | 48° 55′ 45″ nord, 2° 34′ 02″ est |                | |             | Église Saint-Nicolas                    |
| Église Saint-Louis                             | Villemomble                              | 48° 53′ 07″ nord, 2° 30′ 55″ est | « PA93000003 » | Inscrit MH (à l'exception de la chapelle Saint-Genest)                                                      | 1996        | Église Saint-Louis                      |
| Église Notre-Dame-d'Espérance                  | Villemomble                              | 48° 53′ 02″ nord, 2° 29′ 48″ est |                | |             | Église Notre-Dame-d'Espérance           |
| Ancienne église                                | Villemomble                              | 48° 53′ 02″ nord, 2° 30′ 40″ est |                | |             | Ancienne église                         |
| Église Notre-Dame-de-l'Assomption              | Villepinte                               | 48° 57′ 49″ nord, 2° 32′ 07″ est |                | Patrimoine d'intérêt régional                                                                               | 2023        | Église Notre-Dame-de-l'Assomption       |
| Église Saint-Vincent-de-Paul                   | Villepinte                               | 48° 56′ 47″ nord, 2° 33′ 39″ est |                | |             | Image manquante Téléverser              |
| Église Saint-Liphard                           | Villetaneuse                             | 48° 57′ 46″ nord, 2° 20′ 38″ est |                | |             | Église Saint-Liphard                    |

### Église orthodoxe
| Église des Trois-Saints-Hiérarques (Église orthodoxe roumaine) | La Courneuve | 48° 55′ 48″ nord, 2° 24′ 17″ est |  |                                                             |  | Image manquante Téléverser |
| Église Sainte-Marie-Mère-de-Dieu (Église syriaque orthodoxe)   | Montfermeil  | 48° 53′ 49″ nord, 2° 33′ 32″ est |  | Église Sainte-Marie-Mère-de-Dieu(Église syriaque orthodoxe) |  |                            |

### Protestantisme
| Église                            | Commune          | Coordonnées                      | Protection                           | Illustration                      |
| --------------------------------- | ---------------- | -------------------------------- | ------------------------------------ | --------------------------------- |
| Temple protestant                 | Aulnay-sous-Bois | 48° 55′ 52″ nord, 2° 29′ 59″ est |                                      | Temple protestant                 |
| Église évangélique                | Livry-Gargan     | 48° 54′ 55″ nord, 2° 31′ 26″ est |                                      | Image manquante Téléverser        |
| Église luthérienne                | Noisy-le-Grand   | 48° 52′ 57″ nord, 2° 34′ 02″ est |                                      | Image manquante Téléverser        |
| Église évangélique Vie-et-Lumière | Noisy-le-Grand   | 48° 50′ 48″ nord, 2° 33′ 42″ est |                                      | Église évangélique Vie-et-Lumière |
| Temple protestant                 | Pantin           | 48° 53′ 12″ nord, 2° 24′ 37″ est |                                      | Temple protestant                 |
| Temple protestant                 | Le Raincy        | 48° 53′ 41″ nord, 2° 31′ 00″ est | Patrimoine d'intérêt régional (2020) | Temple protestant                 |